# بهرام ابراهیمی
بهرام ابراهیمی (زادهٔ ۵ آبان ۱۳۳۴) بازیگر سینما، تلویزیون، تئاتر و رادیو و اهل ایران است. او فعالیت هنری خود را با تئاتر و سپس بازی در مجموعه تلویزیونی مرغ حق در سال ۶۶ آغاز کرد و در ادامه در سینما نیز حضور یافت؛ سپس در سال ۷۴ فعالیت گویندگی خود را با پیشنهاد احمد آقالو با بازی در نمایش رادیویی رستم و سهراب به کارگردانی خسرو فرخزادی آغاز کرد. وی در چندین سریال تلویزیونی، فیلم سینمایی و نمایش رادیویی ایفای نقش کرده‌ است.

## بازیگری در سینما
- وحشی (۱۴۰۳)
- پیشمرگ (۱۴۰۳)
- شادروان (۱۴۰۰)
- روز ششم (١٣٩٩)
- کارت قرمز (۱۳۹۸)
- هزارپا (۱۳۹۶)
- صله سحر (۱۳۹۴)[نیازمند منبع]
- تا آمدن احمد (۱۳۹۳)
- طبقه هساث (۱۳۹۲)
- یک مرد، یک شهر (۱۳۸۶)
- زاگرس (۱۳۸۴)
- مارمولک (۱۳۸۲)
- مرد بارانی (۱۳۷۸)
- کوچه و موزه (۱۳۷۳)
- ایلیا، نقاش جوان (۱۳۷۰)

## بازیگری در تلویزیون
| سال  | نام مجموعه             | کارگردان                                            | توضیحات      |
| ---- | ---------------------- | --------------------------------------------------- | ------------ |
| ۱۴۰۳ | مرهم                   | محمدرضا آهنج                                        | شبکه دو      |
| ۱۴۰۳ | رخنه                   | علی غفاری                                           | شبکه یک      |
| ۱۴۰۱ | راز ناتمام             | امین امانی                                          | شبکه یک      |
| ۱۴۰۰ | فرشتگان بی بال         | امیرحسین عنایتی                                     | شبکه پنج     |
| ۱۳۹۸ | پناه آخر               | داریوش یاری                                         | شبکه یک      |
| ۱۳۹۸ | دریا نزدیک است         | علی موسی مهدی پور                                   | شبکه سه      |
| ۱۳۹۷ | تاریکی شب، روشنایی روز | حجت قاسم‌زاده اصل                                    | شبکه دو      |
| ۱۳۹۷ | خاک گرم                | جواد ارشاد سرابی                                    | شبکه یک      |
| ۱۳۹۶ | سارق روح               | احمد معظمی                                          | شبکه پنج     |
| ۱۳۹۶ | محکومین                | سیدجمال سیدحاتمی و حسین قناعت                       | شبکه یک      |
| ۱۳۹۵ | هشت و نیم دقیقه        | شهرام شاه حسینی                                     | شبکه دو      |
| ۱۳۹۵ | چرخ فلک                | عزیزالله حمیدنژاد و احسان عبدی پور و بهرام عظیم پور | شبکه یک      |
| ۱۳۹۵ | دوردست‌ها               | جواد ارشاد سرابی                                    | شبکه یک      |
| ۱۳۹۴ | زاویه هفتم             | محمود معظمی                                         | شبکه یک      |
| ۱۳۹۳ | همه چیز آنجاست         | شهرام شاه حسینی                                     | شبکه سه      |
| ۱۳۹۲ | یادآوری                | حجت قاسم‌زاده اصل                                    | شبکه آی فیلم |
| ۱۳۹۲ | سرزمین مادری           | کمال تبریزی                                         | شبکه سه      |
| ۱۳۹۰ | مثل یک کابوس           | شهرام شاه حسینی                                     | شبکه یک      |
| ۱۳۸۹ | ساختمان ۸۵             | مهدی فخیم زاده                                      | شبکه دو      |
| ۱۳۸۷ | همه بچه‌های من          | مرضیه برومند                                        | شبکه یک      |
| ۱۳۸۷ | بی‌گناهان               | احمد امینی                                          | شبکه سه      |
| ۱۳۸۷ | غیرمحرمانه             | مسعود رسام                                          | شبکه پنج     |
| ۱۳۸۵ | ما چند نفر             | فیاض موسوی                                          | شبکه یک      |
| ۱۳۸۵ | بوکین                  | محسن قصابیان                                        | شبکه یک      |
| ۱۳۸۴ | رو به آسمان            | بیژن میرباقری                                       | شبکه سه      |
| ۱۳۸۴ | اولین شب آرامش         | احمد امینی                                          | شبکه سه      |
| ۱۳۸۳ | گارد ساحلی             | محسن شاه‌محمدی                                       | شبکه سه      |
| ۱۳۷۶ | دستی بر آتش            | معصومه تقی پور                                      | شبکه یک      |
| ۱۳۷۲ | ضلع ششم                | مسعود فروتن                                         | شبکه یک      |
| ۱۳۷۲ | حماسه ایثار            | کاظم بلوچی                                          | شبکه یک      |
| ۱۳۶۶ | مرغ حق                 | حسین مختاری                                         | شبکه یک      |

## بازیگری در نمایش خانگی
| سال  | نام مجموعه         | کارگردان        | توضیحات      |
| ---- | ------------------ | --------------- | ------------ |
| ۱۳۹۹ | می‌خواهم زنده بمانم | شهرام شاه حسینی | رییس کارخانه |
| ۱۴۰۰ | دختران کوچه غم     | علی جعفرآبادی   | صدری         |
| ۱۴۰۱ | یاغی               | محمد کارت       | احسان        |
| ۱۴۰۱ | پوست شیر           | جمشید محمودی    | بهمن         |
| ۱۴۰۳ | آبان               | رضا دادویی      | کهنمویی      |
| ۱۴۰۴ | کنکل               | رامتین لوافی‌پور | گوهری        |